# Thomas Abratis
Thomas Abratis (ur. 6 maja 1967 w Waldheim) – niemiecki kombinator norweski, brązowy medalista mistrzostw świata, złoty medalista mistrzostw świata juniorów oraz zwycięzca Pucharu Kontynentalnego.

## Kariera
Po raz pierwszy na arenie międzynarodowej Thomas Abratis pojawił się 22 marca 1986 roku w zawodach Pucharu Świata w Štrbskim Plesie. Zajął tam 28. miejsce w zawodach metodą Gundersena. Pierwsze pucharowe punkty zdobył jednak dopiero 17 grudnia 1988 roku w Saalfelden am Steinernen Meer, gdzie był dziewiąty w Gundersenie. W klasyfikacji generalnej sezonu 1988/1989 zajął ostatecznie 10. pozycję. Najlepsze wyniki w Pucharze Świata osiągnął w sezonie 1989/1990, który ukończył na piątym miejscu. Trzykrotnie stawał na podium, za każdym razem na drugim miejscu.
Abratis startował także w Pucharze Świata B (obecnie Puchar Kontynentalny). Osiągnął tam większe sukcesy, siedmiokrotnie stawał na podium, przy czym dwukrotnie zwyciężał. Najlepiej zaprezentował się w sezonie 1992/1993, w którym triumfował w klasyfikacji generalnej.
Pierwszą dużą imprezą w jego karierze były Mistrzostwa Świata w Oberstdorfie w 1987 roku, gdzie wraz z kolegami z reprezentacji zajął szóste miejsce w sztafecie. Dwa lata później, podczas Mistrzostw Świata w Lahti wspólnie z Ralphem Leonhardtem i Berndem Blechschmidtem wywalczył brązowy medal. Indywidualnie zajął siódme miejsce w Gundersenie. Wystartował także w sztafecie na Mistrzostwach Świata w Thunder Bay w 1995 roku ponownie zajmując szóstą pozycję. W 1994 roku brał udział w Igrzyskach Olimpijskich w Lillehammer zajmując 10. miejsce w sztafecie, a indywidualnie uplasował się na 22. pozycji.
W 1997 roku postanowił zakończyć karierę.

## Osiągnięcia

### Igrzyska Olimpijskie
| Miejsce | Dzień     | Rok  | Miejscowość | Konkurencja             | Wynik zwycięzcy | Strata       | Zwycięzca           |
| ------- | --------- | ---- | ----------- | ----------------------- | --------------- | ------------ | ------------------- |
| 22.     | 19 lutego | 1994 | Lillehammer | Gundersen K-90/15 km    | 39:07.9 min     | +7:40.8 min  | Fred Børre Lundberg |
| 10.     | 24 lutego | 1994 | Lillehammer | Sztafeta K-90/3 × 10 km | 1:22:51.8 h     | +15:33.6 min | Japonia             |

### Mistrzostwa świata
| Miejsce | Dzień     | Rok  | Miejscowość | Konkurencja             | Wynik zwycięzcy | Strata      | Zwycięzca         |
| ------- | --------- | ---- | ----------- | ----------------------- | --------------- | ----------- | ----------------- |
| 6.      | 14 lutego | 1987 | Oberstdorf  | Sztafeta K-90/3 × 10 km | 1261.94 pkt     | -78.60 pkt  | RFN               |
| 7.      | 18 lutego | 1989 | Lahti       | Gundersen K-90/15 km    | 37:10.7 min     | +3.57.2 min | Trond Einar Elden |
| 3.      | 24 lutego | 1989 | Lahti       | Sztafeta K-90/3 × 10 km | 1:24:21.7 min   | +1:48.4 min | Norwegia          |
| 6.      | 10 marca  | 1995 | Thunder Bay | Sztafeta K-90/3 × 10 km | 56:20.2 min     | +7:07.8 min | Japonia           |

### Mistrzostwa świata juniorów
| Miejsce | Dzień    | Rok  | Miejscowość | Konkurencja             | Wynik zwycięzcy | Strata | Zwycięzca |
| ------- | -------- | ---- | ----------- | ----------------------- | --------------- | ------ | --------- |
| 1.      | 4 lutego | 1987 | Asiago      | Sztafeta K-90/3 × 10 km | ?               | -      | -         |

### Puchar Świata

#### Miejsca w klasyfikacji generalnej
- sezon 1988/1989: 10.
- sezon 1989/1990: 5.
- sezon 1990/1991: 10.
- sezon 1991/1992: 22.
- sezon 1993/1994: 15.
- sezon 1994/1995: 16.
- sezon 1995/1996: 21.
- sezon 1996/1997: 44.

#### Miejsca na podium chronologicznie
| Nr | Data          | Miejscowość | Konkurencja          | Wynik zwycięzcy | Pozycja | Strata | Zwycięzca         |
| -- | ------------- | ----------- | -------------------- | --------------- | ------- | ------ | ----------------- |
| 1. | 11 marca 1989 | Falun       | Gundersen K90/15 km  | ?               | 2.      | ?      | Trond Einar Elden |
| 2. | 16 marca 1990 | Oslo        | Gundersen K115/15 km | ?               | 2.      | ?      | Andriej Dundukow  |
| 3. | 2 marca 1991  | Lahti       | Gundersen K90/15 km  | ?               | 2.      | ?      | Trond Einar Elden |

### Puchar Kontynentalny

#### Miejsca w klasyfikacji generalnej
- sezon 1991/1992: 24.
- sezon 1992/1993: 1.

#### Miejsca na podium chronologicznie
| Nr | Data            | Miejscowość        | Konkurencja         | Wynik zwycięzcy | Pozycja | Strata | Zwycięzca         |
| -- | --------------- | ------------------ | ------------------- | --------------- | ------- | ------ | ----------------- |
| 1. | 15 lutego 1992  | Klingenthal        | Gundersen K90/15 km | ?               | 2.      | ?      | Uwe Prenzel       |
| 2. | 14 lutego 1993  | Bad Goisern        | Gundersen K90/15 km | ?               | 3.      | ?      | Falk Weber        |
| 3. | 21 lutego 1993  | Szczyrk            | Gundersen K90/15 km | ?               | 2.      | ?      | Markus Wüst       |
| 4. | 28 lutego 1993  | Oberhof            | Gundersen K90/15 km | ?               | 1.      | -      | -                 |
| 5. | 7 marca 1993    | Hinterzarten       | Gundersen K90/15 km | ?               | 1.      | -      | -                 |
| 6. | 14 marca 1993   | Chaux-Neuve        | Gundersen K90/15 km | ?               | 2.      | ?      | Sylvain Guillaume |
| 7. | 8 stycznia 1997 | Johanngeorgenstadt | Sprint K75/7.5 km   | ?               | 2.      | ?      | Marco Zarucchi    |